# نسل هفتم کنسول‌های بازی ویدئویی
تاریخچه کنسول‌های بازی‌های ویدئویی (نسل هفتم) مقاله‌ای است که به معرفی و بررسی کنسول‌های نسل هفتم می‌پردازد. نسل هفتم کنسول‌های بازی، از دیدگاه فنی، نسبت به نسل ششم دچار پیشرفت‌های جهش‌وار شده‌اند. نخستین کنسول این نسل توسط مایکروسافت ارائه گشت. مایکروسافت در ۲۲ نوامبر سال ۲۰۰۵ کنسول ایکس‌باکس ۳۶۰ را عرضه نمود. این درحالی بود که مایکروسافت، پیش از این تجربه عرضه کنسول را در کنسول‌های نسل ششم داشت. هرچند به‌لحاظ نفوذ در بازارها و فروش، ایکس‌باکس از دو رقیب خود شکست خورد، اما یک تجربه بزرگ برای مایکروسافت به حساب می‌آمد. سونی با پلی‌استیشن ۳ و نینتندو با وی نیز در این نسل از کنسول‌ها نیز حضور داشتند. ویژگی بارز این نسل از کنسول‌ها، توانایی بسیار بالای آن‌ها در زمینه پردازش بسیار قوی در زمینه محیط‌های سه‌بعدی، کیفیت بسیار بالای صوتی و تصویری، پشتیبانی گسترده خدمات آنلاین، افزونه‌ها و امکانات جانبی جالب و نوآورانه بود. جالب است بدانید که Xbox360 بهترین کنسول نسل هفتم است که این را تجربه ثابت کرده است.

## وی
وی پنجمین کنسول خانگی نینتندو و جانشین نینتندو گیم‌کیوب است که به‌طور کامل قابلیت سازگاری عقبرو را با تمامی بازی‌ها و بیشتر لوازم جانبی گیم‌کیوب دارد. نینتندو نخستین بار در مورد این کنسول در نشست خبری نمایشگاه الکترونیک اکسپو ۲۰۰۳ سخن گفت و بعدها در نمایشگاه الکترونیک اکسپو ۲۰۰۵ از آن پرده‌برداری کرد. مدیرعامل شرکت نینتندو ساتورو ایواتا یک نمونه اولیه از وی ریموت را در سپتامبر ۲۰۰۵ در توکیو گیم شو نشان داد. در نمایشگاه الکترونیک اکسپو ۲۰۰۶، وی برای نخستین بار چندین جایزه را از آن خود کرد. در ۸ دسامبر ۲۰۰۶ وی فروش خود را در چهار بازار کلیدی به‌طور کامل آغاز کرد.
یک ویژگس مشخص این کنسول، کنترلر بی‌سیم آن، وی ریموت می‌باشد که می‌تواند به عنوان یک ابزار اشاره‌گر دستی به کار رود و حرکات را در فضای سه‌بعدی تشخیص دهد. یکی دیگر از مشخصات به کار رفته در این کنسول وی‌کانکت۲۴ می‌باشد، که قابلیت دریافت پیام و آپدیت را در زمانی که سیستم در حالت آماده به کار می‌باشد را دارد.
تا آوریل ۲۰۱۱ وی با فروش بالاتر از دو رقیب خود پلی‌استیشن ۳ و ایکس‌باکس ۳۶۰ پرفروشترین کنسول نسل خود به‌شمار می‌رود، و در دسامبر ۲۰۰۹ رکورد پرفروشترین کنسول بازی را در آمریکا طی یک ماه شکسته است.

## ایکس‌باکس ۳۶۰
ایکس‌باکس ۳۶۰ (به انگلیسی: Xbox ۳۶۰) در تاریخ ۲۲ نوامبر سال ۲۰۰۵ وارد بازار شد، در ابتدا تیم توسعه‌دهنده کنسول‌های بازی در شرکت مایکروسافت تصمیم داشت کنسول ایکس‌باکس ۳۶۰ را با نام زنون (Xenon) یا ایکس‌باکس ۲ به بازار معرفی کند، اما شرکت مایکروسافت برای این‌که طیف اثرگذاری این محصول را بیشتر برای مردم نمایان کند، نام ایکس‌باکس ۳۶۰ را بر آن نهاد. این کنسول دارای خدمات برخط با نام ایکس باکس لایو نیز هست.
این کنسول در ابتدا به صورت دو مدل CORE PACK و PREMIUM PACK به بازار عرضه شد که مدل CORE PACK این کنسول فاقد هارد درایو و هدست و دسته‌های بی‌سیم بوده ولی مدل PREMIUM PACK دارای هارد دیسک ۲۰GB و دسته‌های بی‌سیم و هدست بود. مدل پرمیوم با ارائه شدن مادر برد فالکون دارای هار ۶۰ گیگابایتی شد. تا این که سر انجام با معرفی مادربرد جاسپر ساخت مدل پرمیوم هم متوقف شد
از مدلهای بعدی که برای این کنسول عرضه شد می‌توان به ARCADE PACK و ELITE PACK و ایکس‌باکس ۳۶۰ اس اشاره کرد.
واحد پردازش گرافیکی این دستگاه پکیج یا بسته‌ای است که از دو بخش مجزا تشکیل گردیده مشتمل بر یک Chip طراحی شده توسط ATI به نام Xenos و یک daughter die ساخت کمپانی NEC که ۱۰ مگابایت حافظه جاسازی شده (eDRAM) دارد.
این پردازشگر مجموعاً از ۳۳۷ میلیون ترانزیستور ساخته شده و در کلاک ۵۰۰ مگاهرتز کار می‌کند.
به شکرانه این معماری و daughter die واحد پردازشگر گرافیکی توانایی اعمال Anti Aliasing 4X و Motion Blur را بدون کمترین هدر دهی توان پردازشی دارد.

همچنین Xenos اولین پردازشگر گرافیکی بوده که از قابلیت Unified shader model یا مدل سایه‌زنی یکپارچه استفاده کرده به طوری که قابلیتی شبیه به اون تا یک سال و نیم بعد یعنی در January ۳۰، ۲۰۰۷ که برای اولین بار در GPUهای کامپیوترهای شخصی مورد استفاده قرار گرفت منحصراً در اختیار Xenos بوده.
این کنسول ۵۱۲MB حافظه DDR III دارد که در کلاک ۷۰۰Mhz و در نهایت به دلبل ساختار نرخ داده‌ای دو برابر (Double data rate) این نوع حافظه در کلاک مؤثر ۱۴۰۰Mhz کار می‌کند.
یکی از مهم‌ترین این ایرادات مشکل گرم کردن بیش از حد کنسول بود که باعث می‌شد کنسول در مواقعی هنگ کند و در بعضی موارد دیگر کار نکند! البته این مشکل شامل تمامی کنسول‌ها نمی‌شد و درصدی از آن‌ها را شامل می‌گشت. شرکت مایکروسافت پس از بررسی‌های لازم، خط تولیدXBOX۳۶۰ را چند ماه بعد عوض کرد و ایرادات آن را تا حدود زیادی برطرف ساخت. به طوری که در کنسول‌هایی که بعد از تاریخ فوریهٔ ۲۰۰۶ میلادی تولید شدند این مشکل حرارتی دیگر وجود نداشت. این که کنسول مشکل حرارتی دارد یا خیر را فقط باچند ساعت روشن گذاشتن و بازی کردن با آن می‌شود فهمید و راه دیگری ندارد. تمامی این مشکلات با ارئه مادر برد جاسپر در سال ۲۰۰۹ به پایان رسید.
برای این کنسول افزونه‌هایی چون کینکت نیز عرضه شد.

## پلی‌استیشن ۳
پلی‌استیشن ۳ (به انگلیسی: PlayStation ۳) یکی از محصولات شرکت سونی از سری پلی‌استیشن و در ادامه موفقیت‌های پلی‌استیشن ۲ به بازار عرضه شده. این کنسول از هفتمین نسل بازی‌های کامپیوتری است و در ۱۱ نوامبر ۲۰۰۶ در ژاپن و ۱۷ نوامبر ۲۰۰۶ در آمریکا و ۲۳ مارس ۲۰۰۷ در اروپا و استرالیا به‌طور رسمی وارد بازار شد.
این کنسول، بزرگ‌ترین و حجیم‌ترین کنسول تاریخ بوده و در دو رنگ مشکی متالیک و مشکی مات ساخته می‌شود. وزنش حدود ۵ کیلوگرم است و ابعادی برابر ۲٫۴*۳٫۵*۹۸ سانتی‌متر دارد. یک فن ۹ میلیمتری در عقب برای خنک کردن استفاده می‌شود.
واحد پردازشگر مرکزی در پلی‌استیشن ۳ نوعی از یک پردازنده به نام سل پروسسور است، همچنین این دستگاه اولین محصولی است که از این نوع پردازندها در معماری آن به عنوان پردازنده مرکزی استفاده شده.
سل پروسسور مورد استفاده شده در این کنسول در کلاک ۳٫۲Ghz کار می‌کند و متشکل شده از یک PPE بر اساس ساختار PowerPC و هفت SPE یا دستیار که سازندگان بازی‌ها تنها از شش عدد آن‌ها می‌توانند استفاده کنند زیرا یکی از آن‌ها اختصاصاً در اختیار سیستم‌عامل خواهد بود.
سل پروسسورها برخلاف پردازنده‌های چند هسته‌ای رایح ساختاری نامتقارن دارند و هدف اصلی از طراحی آن‌ها استفاده در سینماهای خانگی، دستگاه‌های بازی و بالاتر بردن سطح کیفی آن‌ها بوده.
ساختار آن‌ها از این جهت نامتقارن نامیده می‌شود که به خلاف پردازنده‌های رایج دارای هسته‌های هم تراز و همسان نیستند و از یک هسته اصلی و چند هسته فرعی تشکیل شده‌اند به همین دلیل برنامه‌نویسی بر روی آن‌ها نسبت به شیوه‌های متداول تا حد زیادی متفاوت است.
در پاسخ به موفقیت‌های مایکروسافت در شبکه اکس‌باکس لایو سونی در سال ۲۰۰۶ در کنفرانس PlayStation Business Briefing meeting در توکیو رسماً خبر از راه اندازی شبکه‌ای Online برای PS۳ داد.
پلی استیشن ۳ یک شبکه آنلاین به نام «پلی‌استیشن نتورک» دارد که نوعی دنیای مجازی است و در آن بازی خریداری می‌شود، گفتگو می‌شود و…
برای بازی کردن در پلی‌استیشن نتورک شما نباید مبلغی را پرداخت کنید. این کنسول دارای بخشی به نام مرورگر وب می‌باشد که پلی‌استیشن ۳ را قادر می‌سازد که همانند یک رایانه شخصی وارد اینترنت شود. برای استفاده از خدمات اینترنت باید کنسول را ثبت نام کرد.

## مقایسه
| نام                               | ایکس‌باکس ۳۶۰ | پلی‌استیشن ۳ | وی |
| --------------------------------- | --- | --- | --- |
| کنسول                             | Xbox 360 S with controller | 60 GB PS3, 120 GB "slim" PS3 with controller | Wii with Wii remote |
| تاریخ عرضه                        | ۲۰۰۵ | ۲۰۰۶ | ۲۰۰۷ |
| قیمت در ایالات متحده              | US$۲۹۹٫۹۹ (Core) (توقف عرضه) US$۳۹۹٫۹۹ (Premium - 20 GB) (توقف عرضه) US$۲۴۹٫۹۹ (Premium - 60 GB) (توقف عرضه) US$۴۷۹٫۹۹ (Elite) (120 GB) (توقف عرضه) US$۲۹۹٫۹۹ (Arcade - 256 MB internal memory) (توقف عرضه) US$۱۹۹٫۹۹ (Arcade - 512 MB internal memory) (توقف عرضه) US$۲۹۹٫۹۹ ("Super Elite") (250 GB) (توقف عرضه) US$۲۹۹٫۹۹ (Xbox 360 S - 250 GB) US$۱۹۹٫۹۹ (Xbox 360 S - 4 GB internal memory) | US$۴۹۹٫۹۹ (۲۰ GB) (توقف عرضه) US$۵۹۹٫۹۹ (۶۰ GB) (توقف عرضه) US$۴۹۹٫۹۹ (۸۰ GB - old) (توقف عرضه) US$۳۹۹٫۹۹ (۴۰ GB) (توقف عرضه) US$۳۹۹٫۹۹ (۸۰ GB - new) (توقف عرضه) US$۴۹۹٫۹۹ (۱۶۰ GB) (توقف عرضه) US$۲۹۹٫۹۹ (۱۲۰ GB "Slim") (توقف عرضه) US$۲۹۹ (۱۶۰ GB "Slim") US$۳۴۹٫۹۹ (۲۵۰ GB "Slim") US$۳۹۹٫۹۹ (۳۲۰ GB "Slim". Only with PlayStation Move) | US$۲۴۹٫۹۹ (white console with وی اسپرتز included) (توقف عرضه) US$۱۹۹٫۹۹ (white console or black console with وی اسپرتز, Wii Sports Resort و Wii MotionPlus included; red console packaged with Wii Sports و Super Mario Bros. Wii) US$۱۴۹٫۹۹ (white console or black console with Mario Kart Wii and Wii Remote Plus |
| قیمت در ژاپن                      | ¥۲۷٬۸۰۰ (Arcade 256 MB internal memory) (توقف عرضه) ¥۲۷٬۸۰۰ (Arcade 512 MB internal memory) (توقف عرضه) ¥۲۹٬۰۰۰ (Core) (توقف عرضه) ¥۳۹٬۷۹۵ (Premium) (20 GB) (توقف عرضه) ¥۲۹٬۸۰۰ (Premium) (60 GB) (توقف عرضه) ¥۴۷٬۸۰۰ (Elite) (توقف عرضه) ¥??,??? (Xbox 360 S - 250 GB) | ¥۴۹٬۹۸۰ (۲۰ GB) (discontinued) ¥۵۹٬۹۸۰ (۶۰ GB) (توقف عرضه) ¥۳۹٬۹۸۰ (۴۰ GB) (discontinued) ¥۴۹٬۹۸۰ (۸۰ GB) (توقف عرضه) ¥۳۹٬۹۸۰ (۸۰ GB - new) (توقف عرضه) | ¥۲۵٬۰۰۰ (طرح سفید) ¥۲۵٬۰۰۰ (black console) ¥۳۳٬۰۰۰ (black console with [Monster Hunter Tri and Classic Controller Pro included) |
| قیمت در اروپا                     | €۱۷۹/ £۱۹۹٫۹۹ (Arcade 256 MB internal memory) (توقف عرضه) €۱۷۹ / £۱۹۹٫۹۹ (Arcade 512 MB internal memory) (توقف عرضه) €۲۹۹٫۹۹ / £۲۰۹٫۹۹ (Core) (توقف عرضه) €۳۹۹٫۹۹ / £۲۷۹٫۹۹ (Premium) (توقف عرضه) £۲۹۹٫۹۹ (Elite) (توقف عرضه) €۲۴۹٫۹۹ / £۱۹۹٫۹۹ (Xbox 360 S - 250 GB) €۱۹۹٫۹۹ / £۱۴۹٫۹۹ (Xbox 360 S - 4 GB) | €۳۹۹٫۹۹ / £۲۹۹٫۹۹ (۴۰ GB) (توقف عرضه) €۵۹۹٫۹۹ / £۴۲۴٫۹۹ (۶۰ GB) (توقف عرضه) €۳۹۹٫۹۹ / £۲۹۹٫۹۹ (۸۰ GB - new) (توقف عرضه) €۲۹۹٫۹۹ / £۲۴۹٫۹۹ (۱۲۰ GB "Slim") (توقف عرضه) | €۲۴۹٫۹۹ / £۱۷۹٫۹۹ (white console with Wii Sports included) €۱۹۹٫۹۹ / £۱۷۹٫۹۹ (black console with Wii Sports Resort and Wii MotionPlus included) |
| رسانه                             | دی‌وی‌دی - دی‌وی‌دی دی‌ال | دیسک بلو-ری | دیسک وی |
| فهرست پرفروش‌ترین بازی‌های ویدئویی  | هیلو ۳, ۸٫۱ میلیون (as of March 2008) | اتومبیل دزدی بزرگ ۵ | وی اسپرتز (pack-in , except in Japan), ۶۰٫۶۹ million (as of December 31, 2009) Best selling non-bundled game: Wii Play (26.71 million) |
| CPU                               | ۳٫۲ GHz IBM PowerPC سه هسته‌ای codenamed "Xenon (processor)" | Cell Broadband Engine (3.2 GHz IBM POWER-based Power Processor Element with seven 3.2 GHz Cell SPEs) | ۷۲۹ MHz PowerPC based IBM "Broadway (microprocessor)" |
| GPU                               | ۵۰۰ MHz codenamed Xenos (graphics chip)" (ATI custom design) | ۵۵۰ MHz RSX 'Reality Synthesizer' (based on NVIDIA G70 architecture) | ۲۴۳ MHz ATI "Hollywood"]] |
| حافظه                             | ۵۱۲ MB GDDR۳ @ ۷۰۰ MHz shared between CPU & GPU ۱۰ MB EDRAM GPU frame buffer memory | ۲۵۶ MB XDR @ ۳٫۲ GHz ۲۵۶ MB GDDR۳ @ ۷۰۰ MHz | ۲۴ MB "internal" 1T-SRAM integrated into graphics package ۶۴ MB "external" GDDR3 SDRAM ۳ MB GPU frame buffer memory |
| Dimensions                        | ۸٫۳ cm × 30.9 cm × 25.8 cm (۶٬۶۱۶٫۹ cm³) / ۳٫۳ in × 12.2 in × 10.2 in (403.8 in³) | "Slim"- 6.5 cm × 29 cm × 29 cm (۵٬۴۶۶٫۵ cm³) / ۲٫۶ in × 11.4 in × 11.4 in (337.9 in³) Original- 9.8 cm × 32.5 cm × 27.4 cm (۸٬۷۲۶٫۹ cm³) / ۳٫۹ in × 12.8 in × 10.8 in (532.5 in³) | ۴٫۴ cm × 16 cm × 21.5 cm (۱٬۵۱۳٫۶ cm³) / ۱٫۷ in × 6.3 in × 8.5 in (92.4 in³) |
| وزن                               | ۳٫۵ کیلوگرم (۷٫۷ پوند) | "Slim"- ۳٫۲ کیلوگرم (۷٫۱ پوند) Original- ۵ کیلوگرم (۱۱ پوند) | ۱٫۲ کیلوگرم (۲٫۶ پوند) |
| تجهیزات جانبی (بدون بسته‌های بازی) | Core: کنترلر بی‌سیم Composite cable with stereo RCA connectors Arcade کنترلر بی‌سیم Composite cable with stereo RCA connectors ۲۵۶ MB Memory Card (early models; replaced with internal storage) Premium کنترلر بی‌سیم Detachable hard drive (initially ۲۰ GB, ۶۰ GB after August 2008) اترنت کابل هدست Component video\|Component]](YP)/Composite Hybrid HD AV cable with integrated TOSLINK output port and stereo RCA connectors Elite کنترلر بی‌سیم Detachable hard drive (۱۲۰ GB) اترنت کابل Component (YP B P R )/Composite Hybrid HD AV cable with integrated TOSLINK output port (prior to September 2009; composite cable with stereo RCA connectors thereafter) Separate TOSLINK and Stereo RCA out cable (Prior to September 2009) Separate اچ‌دی‌ام‌آی cable (Prior to September 2009) Slim (250 GB) کنترلر بی‌سیم ۲۵۰ GB Hard Drive هدست Composite cable with stereo RCA connectors built-in wireless 802.11n Slim (4 GB) کنترلر بی‌سیم Composite cable with stereo RCA connectors built-in wireless 802.11n | ۲۰ GB SIXAXIS اترنت کابل یواس‌بی کابل استریو AV کابل Hardware-based backwards compatibility with PS2 games PlayStation Move / Sub controller (Motion Gaming) ۴۰ GB Includes everything in the 20 GB plus: IEEE 802.11 b/g وای-فای Excludes 2× USB ports and PS2 backwards compatibility DualShock 3 instead of SIXAXIS (فقط ژاپن) ۶۰ GB Includes everything in the 20 GB and 40 GB plus: Compact Flash, Secure Digital and Memory Stick Flash card readers Software-based backwards compatibility with PS2 and PS1 games in پال models Hardware-based backwards compatibility with PS2 and PS1 games in ان‌تی‌اس‌سی models 80 GB (old) Includes everything in the 60 GB plus: Software-based backwards compatibility with PS2 and PS1 games 80 GB (new) Includes everything in the 40 GB plus: DualShock 3 instead of Sixaxis 160 GB Includes everything in the 80 GB (new) ۱۲۰/۱۶۰/۲۵۰ GB Slim DualShock ۳ IEEE 802.11 b/g Wi-Fi AV Cable Compatibility with PS1 games USB Cable 320 GB Slim - US Bundle Includes everything in a the ۱۲۰/۱۶۰/۲۵۰ GB PlayStation Move Controller PlayStation Eye Sports Champions | Composite AV cable وی ریموت کنترلر و Nunchuk]\|Nunchuk attachment وی ریموت Console stand and plate Backwards compatibility with گیم‌کیوب games |
| Accessories (retail)              | Wired and Wireless controller ۶۴ MB and ۵۱۲ MB memory unit Xbox Live Vision camera Faceplates Wireless network adapter ۲۰ GB, 60 GB, and 120 GB detachable HDD HD DVD drive More... | DualShock 3 wireless controller PlayStation/PlayStation 2 memory card adaptor Bluetooth remote Bluetooth headset first party, most Bluetooth headsets are compatible HDMI Cable first party, any standard HDMI cable works Any standard 2.5 inch SATA HDD hard drive can be attached پلی‌استیشن آی camera (most other USB webcams also compatible) | وی ریموت Composite AV cable RGB Scart cable Component AV cable D-Terminal cable S-Video Cable Wired LAN adapter Wii Wheel Wii Zapper Classic Controller Classic Controller Pro |
| کنترلر                            | - Xbox 360 controller (up to four controllers; any combination of a maximum of 3 wired [[4 with the use of a USB hub or 4 wireless) - Xbox 360 Wireless Racing Wheel - Scene It]] Trivia Controller (known as the Big Button Controller) - Xbox Live Vision]] Camera - Xbox 360 accessories#Universal Media Remote\|Xbox 360 Universal Media Remote - Kinect Motion sensor | - Sixaxis/DualShock 3 controller (up to 7 via بلوتوث) - Dualshock/Dualshock 2 via adapter۸* - پلی‌استیشن همراه\|PSP]] via وای-فای* or USB]] - PlayStation Eye camera - Buzz!: Quiz TV wireless buzzers - Playstation Move Motion Controller - PS3 Bluetooth Blu-ray remote | - وی ریموت (up to 4 via بلوتوث) - Wii MotionPlus attachment - Nunchuk attachment - Classic Controller - GameCube Controller with selected Wii games, all GameCube and Virtual Console games (up to 4) - GBA via Link Cables - Nintendo DS]] (via وای-فای) - Wii Balance Board - Wii Zapper |
| رابط کاربری                       | ایکس‌باکس ۳۶۰ ایکس‌باکس لایو (NXE) | XrossMediaBar (XMB) | Wii Menu |
| ویژگی‌های نرم‌افزاری                | Audio file playback (non- DRM AAC , MP3 , WMA ) Video file playback ( MPEG4 , WMV , DivX , اکس‌وید [ ۴۳ ] ) Image slideshows Connectivity with Windows PCs for more codec support and external playback (compatible natively with Windows XP Media Center Edition and ویندوز ویستا ، with ویندوز اکس‌پی with downloadable utility) [ ۴۴ ] Keyboard support | Audio file playback ( ATRAC3 , AAC, MP3, MP3 Surround , WAV , WMA) (Video file playback ( MPEG1 , MPEG2 , MPEG4, WMV, DivX, XviD) Image editing and slideshows ( JPEG , GIF , PNG , TIFF , BMP ) Connectivity with DLNA compliant servers Mouse and keyboard support فولدینگ ات هم client with visualizations from the RSX | Audio file playback (Previously MP3, now only AAC) Video file playback ( Motion JPEG ) [ ۴۵ ] Image editing and slideshows (JPG) Keyboard support [ ۴۶ ] |
| سازگاری عقبرو                     | ۴۶۵ بازی منتخب ایکس‌باکس(as of November 2007). Additions made with software updates. Hard drive required. Some Xbox titles are also available for download from Xbox Originals service. | North American and Japanese 20 GB and 60 GB models have full backwards compatibility for PS1 and PS2 titles. The PAL region 60 GB model and North American and Japanese 80 GB versions offer partial backwards compatibility through part hardware, part software emulation with additions made with software updates. The 40 GB, 80 GB (new), and 160 GB models in all regions have support for PS1 titles, but not PS2 titles. Many games from previous generations, including Dreamcast, PS1, Neo-Geo, TurboGrafx-۱۶, بازی آرکید are available for download from the PlayStation Store. | Supports all گیم‌کیوب software and most accessories. Many games from systems prior to Nintendo GameCube, including NES, SNES, N۶۴, سگا مستر سیستم، Mega Drive/Genesis, سگا گیم جیر، Neo-Geo, TurboGrafx-16, Commodore 64, and arcade games are available for download through کنسول مجازی (نینتندو). |
| خدمات برخط                        | ایکس‌باکس لایو ایکس‌باکس لایو آرکید Xbox Live Marketplace ایکس‌باکس لایو ویژن (webcam), headset Xbox Live Video Marketplace پیام‌رسان ویندوز لایو هولو (وب‌سایت) نتفلیکس (North America Only, separate subscription required) ESPN (North America Only; available with Xbox Live Gold Subscription) Foxtel (Australia and New Zealand only; available only with Xbox Live Gold Membership) Sky Player (UK Only; separate subscription required) فیس‌بوک (Only Available with Xbox Live Gold Subscription) توییتر last.FM Zune AT&T U-Verse (North America Only; separate subscription required) Vodafone Casa TV (Portugal Only; separate subscription required) | Remote Play شبکه پلی‌استیشن PlayStation Store Internet browser Video chat using پلی‌استیشن آی camera or other USB webcam What's New PlayStation Home Qore (North America only) FirstPlay (Europe only)) VidZone (Europe, Australia & New Zealand only) Qriocity (Europe only, separate subscription required) Mubi (Europe only, separate subscription required) BBC iPlayer, ۴oD and آی‌تی‌وی/STV/UTV Player (UK only, via internet browser) TVNZ ondemand (New Zealand only, via internet browser) Life with PlayStation LoveFilm (UK only, separate subscription required) نتفلیکس (North America only, separate subscription required) فیس‌بوک MLB.tv (North America only, separate subscription required) ABC iView (Australia only) PLUS 7 (Australia only) | Nintendo Wi-Fi Connection WiiConnect۲۴ BBC iPlayer (UK only) Internet Channel News Channel Forecast Channel Everybody Votes Channel Wii Shop Channel Check Mii Out Channel Nintendo Channel نتفلیکس (North America only, separate subscription required, Internet Channel required) Wii no Ma (Japan only) Wii Speak Channel (Available only with purchase of Wii Speak) Food Delivery Channel (Japan only) TV Guide Channel (Japan only) Today and Tomorrow Channel (Japan only) Everybody Loves Theatre Channel (Japan only) Homebrew Channel (Non-official software) |
| مصرف قابل برنامه‌ریزی              | Development on PC with XNA Game Studio ($۹۹/year subscription, binary distribution with XNA 1.0 Refresh) | Featured development on console (excluding RSX graphics acceleration) via free لینوکس platform or PC (excluding all Slim models and any console updated to firmware 3.21 and later) | WiiWare Homebrew Channel (Non-official software) |
| ورودی/خروجی                       | IrDA-compliant فروسرخ for remote ۲ Memory Card slots* ۳ USB 2.0 ports** ۱ اترنت port *Discontinued on Slim models **۵ USB 2.0 ports on Slim models | بلوتوث ۲٫۱ EDR ۴ USB 2.0 ports* ۱ Gigabit Ethernet port ۱ Memory Stick slot Pro/Duo** ۱ SD/mini SD port** ۱ Compact Flash port** *۲ USB 2.0 ports on 3rd gen and 4th gen (slim) models **Only ۶۰/۸۰(old) GB versions only | بلوتوث ۲٫۰ ۲ USB 2.0 ports Four controller and two memory card ports (GameCube) ۱ SD(HC) Card slot |
| رسانه نوری                        | ۱۲x DVD (65.6–132 Mbit/s), CD | ۲x BD-ROM (72 Mbit/s), 8x DVD, 24x CD, 2x SACD* Compatibility removed in 3rd & 4th gen models | Wii Optical Disc, Nintendo GameCube Game Disc (DVD-Video playback was announced for Japan in 2007, but has not been released) |
| خروجی‌های ویدئو                    | اچ‌دی‌ام‌آی ۱٫۲a (on models manufactured after August 2007), VGA (RGBHV), Component (YPBPR), RGB اسکارت، S-Video, Composite | اچ‌دی‌ام‌آی ۱٫۳a, Component (YPBPR), RGB اسکارت، S-Video, Composite | Component (YPBPR), D-Terminal (YPBPR), RGB اسکارت، S-Video, Composite |
| وضوح تصویر                        | HDTV-capable (480i, ۴۸۰p, 576i (۵۰ Hz), ۵۷۶p, 720p, ۱۰۸۰i, 1080p) Various monitor resolutions available via VGA and HDMI/DVI (۶۴۰×۴۸۰، ۸۴۸×۴۸۰، ۱۰۲۴×۷۶۸، ۱۲۸۰×۷۲۰، ۱۲۸۰×۷۶۸، ۱۲۸۰×۱۰۲۴، ۱۳۶۰×۷۶۸، ۱۴۴۰×۹۰۰، ۱۶۸۰×۱۰۵۰ & ۱۹۲۰×۱۰۸۰) | HDTV-capable (480i, ۴۸۰p, 576i, ۵۷۶p, 720p, ۱۰۸۰i, 1080p) | EDTV-capable (480i, ۴۸۰p, 576i) |
| صدا                               | دالبی دیجیتال، WMA Pro , DTS*, DTS-ES* *(DVD and اچ‌دی دی‌وی‌دی movies only) | دالبی دیجیتال، DTS, Dolby Digital Plus*, Dolby TrueHD*, DTS-HD Master Audio*, DTS-HD High Resolution Audio*, DTS‡, DTS ۹۶/۲۴‡, DTS-ES Matrix† *DVD and Blu-ray movies only. ‡DVD movies only. †Blu-ray movies only. | Dolby Pro Logic II surround, stereo sound and an additional Mono speaker is built into the controller. |
| شبکه                              | ۱۰۰BASE-TX Ethernet Optional ۸۰۲٫۱۱a/b/g/n وای-فای adapter (Built in with the Slim models) | ۱۰BASE-T/۱۰۰BASE-TX/1000BASE-T Ethernet Built-in ۸۰۲٫۱۱ b/g Wi-fi (all models except 20 GB) | Built-in ۸۰۲٫۱۱ b/g Wi-fi Optional Ethernet via USB adapter |
| ذخیره‌سازی                         | Included/Optional* detachable SATA upgradeable 20 GB, 60 GB, 120 GB or 250 GB hard drive. Xbox 360 memory cards USB mass storage (AV content) *Premium version includes 20 GB or 60 GB HDD, Elite includes 120 GB HDD, and all HDDs are available for separate purchase. | ۲٫۵-inch upgradeable SATA ۲۰/۴۰/۶۰/۸۰/۱۲۰/۱۶۰/۲۵۰/۳۲۰ GB (depending on model) hard drive (upgradeable with any 2.5-inch SATA 1.0 compliant HDD or SSD). Memory Stick, SD, & Type I/II CompactFlash / Microdrive* USB mass storage *۶۰/۸۰(old) GB models only | ۵۱۲ MB built-in flash memory SD card (up to 32 GB with 4.0 software) نینتندو گیم‌کیوبs The Wii Remote contains a ۱۶ کیبی‌بایت EEPROM chip from which a section of ۶ کیلوبایتs can be freely read and written |
| پشتیبانی از تلویزیون ۳بعدی        | نه | آری | نه |

## پرفروش‌ترین‌ها
| کنسول        | جهانی                               | فروش در استرالیا                                                     | فروش در کانادا                     | فروش در زاپن                      | فروش در ایالات متحده              | فروش در اروپا                     |
| ------------ | ----------------------------------- | -------------------------------------------------------------------- | ---------------------------------- | --------------------------------- | --------------------------------- | --------------------------------- |
| وی           | ۱۰۱٫۶۳ میلیون (تا June 30, 2017)    | ۲ میلیون (تا اکتبر 2010)                                             | ۲ میلیون (as of December 16, 2009) | ۱۱٫۴۵ میلیون (تا دسامبر ۳۱, ۲۰۱۰) | ۳۵+ میلیون (تا فوریه 28, 2011)    | ۲۴٫۹ میلیون (تا دسامبر 2010)      |
| ایکس‌باکس ۳۶۰ | ۸۴ میلیون (as of June 9, 2017)      | ۱٫۲ میلیون (as of April 20, 2010 and include sales from New Zealand) | ۸۷۰٬۰۰۰ (تا ۳۱ ژوئیه ۲۰۰۸)         | ۱٬۲۳۵٬۰۴۹ (تا فوریه 28, 2010)     | ۲۵٫۴ میلیون (as of December 2010) | ۱۳٫۷ میلیون (as of December 2010) |
| پلی‌استیشن ۳  | ۸۷٫۴ میلیون (تا تاریخ ۳۱ مارس ۲۰۱۷) | ۱٫۸ میلیون (تا دسامبر 31, 2010)                                      | ۱٫۵ میلیون (تا اکتبر 6, 2010)      | ۵ میلیون (تا آوریل 11, 2010)      | ۱۵٫۴ میلیون (تا دسامبر ۲۰۱۰)      | ۱۴٫۷ میلیون (تا دسامبر ۲۰۱۰)      |